# 5296 (專輯)
《5296》，是日本樂團可苦可樂的第6張錄音室專輯。2007年12月19日發行。

## 簡介
前作《NAMELESS WORLD》約兩年之後發行。
專輯標題之所以取「5296」，是因為可苦可樂的兩人都出生於昭和52年（公元1977年），當年正是樂團結成第9年，這又是第6張原創專輯；而且包含地下時期，這是第9張專輯，又是出道第6年。把以上的數字組合起來就成了「5296」。是可苦可樂首張不是以英文命名的專輯。
收錄了《以你為名的翅膀》、《蕾》和《湛藍而溫柔》三首單曲，其中《湛藍而溫柔》是專輯的先行曲目，《蕾》更是可苦可樂最暢銷的代表作，榮獲當年的日本唱片大賞。
專輯發售首週即獲得Oricon公信榜冠軍，自《NAMELESS WORLD》以來連續三張專輯獲得冠軍。並且和上一年的精選輯《ALL SINGLES BEST》一樣，佔據Oricon冠軍位置長達4週。其中第二週的冠軍更是使著名女歌手濱崎步的《GUILTY》未能取得冠軍，中斷了濱崎原創專輯的連續冠軍紀錄。總銷量近150萬張，是可苦可樂第二張銷量超過百萬的專輯。2008年度日本專輯銷量第3位。

## 收錄曲目
全編曲：可苦可樂、特記除外　全作詞及作曲：小淵健太郎、特記除外
1. 湛藍而溫柔（蒼く 優しく）
2. 錢幣
3. 蕾
4. 不論什麼樣的天空（どんな空でも）
5. 以你為名的翅膀（君という名の翼）
6. WHITE DAYS
7. 你的顏色（君色）
8. 水面的蝶（水面の蝶）
9. 風中作詞：黑田俊介 作曲：小淵健太郎
10. 月光 作詞、作曲：黑田俊介
11. 風信雞（風見鶏）
12. Diary
13. Fragile mind

## 外部連結
- 5296 初回限定盤
- 5296 通常盤